# Copa del Príncipe de voleibol 2014
La Copa del Príncipe es una competición que se disputa en el voleibol a lo largo de dos días en una misma sede. La competición se lleva disputando durante varios años, siendo esta la VII edición. En esta ocasión, el Pabellón Teodoro Casado (Cáceres, España) acogerá un torneo cuya organización corrió a cargo del Cáceres Patrimonio Humanidad.

## Sistema de competición
La primera fase se lleva a cabo durante la primera ronda de la liga regular o Superliga 2. Los 3 equipos con mayor número de puntos se clasifican por la vía deportiva y el organizador. En caso de que este esté en esas tres plaza, también iría el cuarto clasificado.
Una vez dentro, los equipos juegan un torneo con formato de "Final Four" con semifinales y final. En las semifinales se enfrentan los primeros contra los segundos del otro grupo. Los finalistas se dan cita al día siguiente para conocer quién será el vencedor y por lo tanto el campeón de la competición oficial.

## Equipos participantes
Organizador:
· Cáceres Patrimonio Humanidad
Equipos de esta edición:
· CV AA Llars Mundet
· CDV Textil Santanderina
· CV Mediterráneo de Castellón

## Cuadro de la Copa
|  | Semifinales | Semifinales                  | Semifinales | Semifinales             | Semifinales | Semifinales | Semifinales |    |    | Final              | Final | Final | Final | Final | Final | Final |  |
|  |             |                              |             |                         |             |             |             |    |    |                    |       |       |       |       |       |       |  |
|  |             |                              |             |                         |             |             |             |    |    |                    |       |       |       |       |       |       |  |
|  | 2           | Cáceres Patrimonio Humanidad | 18          | 19                      | 25          | 25          | 12          |    |    |                    |       |       |       |       |       |       |  |
|  | 2           | Cáceres Patrimonio Humanidad | 18          | 19                      | 25          | 25          | 12          |    |    |                    |       |       |       |       |       |       |  |
|  | 3           | CV AA Llars Mundet           | 25          | 25                      | 19          | 16          | 15          |    |    |                    |       |       |       |       |       |       |  |
|  | 3           | CV AA Llars Mundet           | 25          | 25                      | 19          | 16          | 15          |    | 3  | CV AA Llars Mundet | 23    | 26    | 25    | 25    |       |       |  |
|  |             |                              |             |                         |             |             |             |    | 3  | CV AA Llars Mundet | 23    | 26    | 25    | 25    |       |       |  |
|  |             |                              | 1           | CDV Textil Santanderina | 25          | 24          | 21          | 17 |    |                    |       |       |       |       |       |       |  |
|  | 3           | CDV Textil Santanderina      | 1           | CDV Textil Santanderina | 25          | 24          | 21          | 17 | 25 | 25                 | 22    | 25    |       |       |       |       |  |
|  | 3           | CDV Textil Santanderina      |             |                         |             |             |             |    | 25 | 25                 | 22    | 25    |       |       |       |       |  |
|  | 1           | CV Mediterráneo de Castellón | 17          | 12                      | 25          | 18          |             |    |    |                    |       |       |       |       |       |       |  |
|  | 1           | CV Mediterráneo de Castellón | 17          | 12                      | 25          | 18          |             |    |    |                    |       |       |       |       |       |       |  |
|  |             |                              |             |                         |             |             |             |    |    |                    |       |       |       |       |       |       |  |

| Predecesor: Copa del Príncipe 2013 Lugo | 'Copa del Príncipe 2014' Cáceres | Sucesor: Copa del Príncipe 2015 Melilla |